# Euxoa intolerabilis
Euxoa intolerabilis là một loài bướm đêm thuộc họ Noctuidae. Nó được tìm thấy ở Xibia, Tây Tạng và Trung Quốc.